# Gerrhosaurus flavigularis
El lagarto plateado de garganta amarilla o lagarto plateado, (Gerrhosaurus flavigularis), es de alrededor 45½ cm (18 pulgadas) de largo y vive en las praderas y matorrales de Sudán, Etiopía y a lo largo del este de África hasta Sudáfrica.

## Descripción
Un lagarto terrestre y subterráneo, esta especie es usualmente verde grisáceo o café, con la garganta amarilla (a veces roja) y a veces con rayas a los costados. Está muy bien "blindado", con duras escamas, y las escamas de la cabeza fundidas al cráneo. La cola es generalmente dos tercios del total del largo. Sus extremidades están muy desarrolladas, a pesar de que sus patas de cinco dedos no están adaptadas para excavar. Estos lagarto se aparean durante el verano. En la temporada de apareamiento el color de la cabeza del macho cambia a rojo, amarillo o incluso azul claro.
Fue descrito por primera vez en 1828 por Weigmann, basado en especímenes del Museo Natural en Berlín que fueron recolectados en Sudáfrica por Ludwig Krebs.

## Comportamiento
Estos lagartos cavan sus túneles luego de lluvias, cuando el suelo esta suave.
Activos durante el día, caza insectos y es raramente visto, a pesar de su tamaño. Se mueve rápidamente a través del monte y ante cualquier presencia de peligro, rápidamente busca su refugio usualmente ubicado debajo de un arbusto.
La hembra pone alrededor de cuatro a cinco huevos en hoyos poco profundos que ella excava.

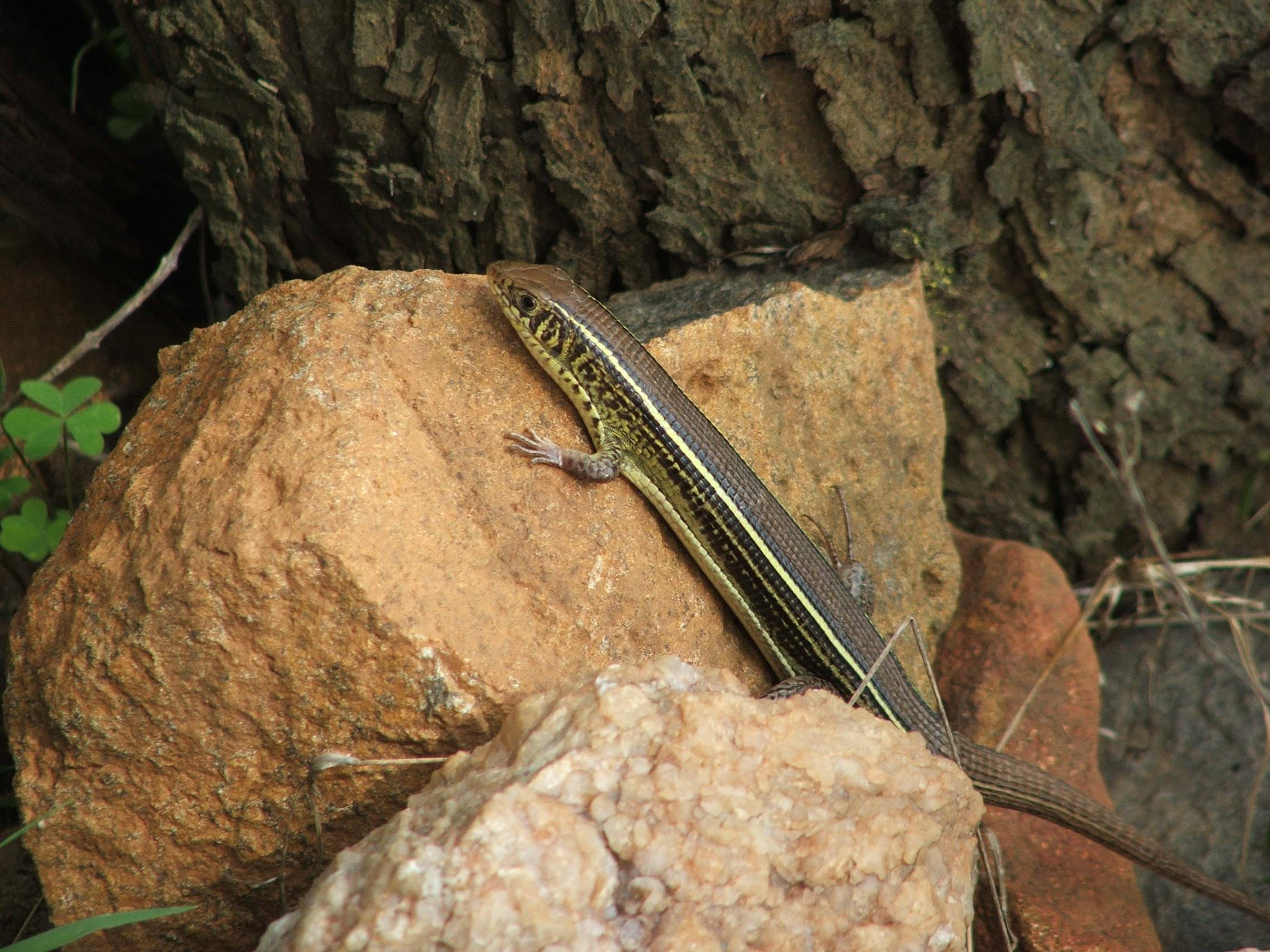
Yellow-throated plated lizard in its natural habitat